# (10362) 1994 UC2
1994 يو سي 2 (ويعرف أيضًا باسم (10362) 1994 يو سي 2 وفق تسمية الكوكب الصغير) (بالإنجليزية: 1994 UC2)‏ هو كويكب ضمن حزام الكويكبات؛ وترتيبه 10362 من حيث الاكتشاف.
اكتُشف هذا الجُرم الفلكي بواسطة هيروشي كانيدا في 31 أكتوبر 1994.

## وصلات خارجية
- (10362) 1994 UC2 في قاعدة بيانات مختبر الدفع النفاث لأجرام النظام الشمسي الصغيرة

- الاكتشاف · مخطط المدار ·  العناصر المدارية · المعلمات المادية

- (10362) 1994 UC2 على موقع ويكي سكاي: DSS2, SDSS, GALEX, IRAS, Hydrogen α, X-Ray, Astrophoto, Sky Map, Articles and images